# Rosas danst Rosas
Rosas danst Rosas est une œuvre de danse contemporaine de la chorégraphe belge Anne Teresa De Keersmaeker, créée en 1983 pour quatre danseuses. Parmi les pièces fondatrices d'Anne Teresa De Keersmaeker et de son style minimaliste,,, cette œuvre fut la première créée par la compagnie Rosas à laquelle elle a par ailleurs donné son nom et est considérée comme une chorégraphie essentielle de la danse contemporaine,.

## Historique
Après l'important succès de Fase en 1982 qui représente l'œuvre chorégraphique séminale écrite à son retour des États-Unis, Anne Teresa De Keersmaeker crée sa compagnie à Bruxelles en l'intitulant Rosas, nom dérivé de cette pièce,. Fortement inspirée de Piano Phase et Come Out qui constituent le premier et le quatrième mouvement de Fase, Rosas danst Rosas est une pièce en quatre mouvements, très dynamique et pulsative, écrite pour les quatre danseuses fondatrices de sa compagnie : Michèle Anne De Mey, Fumiyo Ikeda, Adriana Borriello et elle-même,,. Certains aspects de cette œuvre marqueront les bases chorégraphiques des pièces d'Anne Teresa De Keersmaeker notamment quant aux circulations élaborées et l'utilisation du motif de la spirale,. Rosas danst Rosas tient son nom du poème de Gertrude Stein A Rose is a rose... publié en 1922 qui est devenu symbole de la répétition dans l'avant-garde et ainsi souligne la volonté de la chorégraphe belge à mettre en avant sa recherche sur les structures répétitives dans la pièce.
Rosas danst Rosas est créé le 6 mai 1983 au théâtre de la Balsamine de Bruxelles puis est présenté la même année lors du festival d'Avignon dans la salle Benoît XII. Dansée régulièrement depuis près de 30 ans par treize interprètes différentes, Rosas danst Rosas a remporté un Bessie Award à New York en 1987. Après une longue période durant laquelle Rosas danst Rosas a été peu dansé, si ce n'est lors d'une reprise ponctuelle en janvier 1993, Anne Teresa De Keersmaeker la remet au répertoire de la compagnie à partir de 2001 avec une nouvelle génération de danseuses dont Cynthia Loemij, Samantha Van Wissen, Sarah Ludi et elle-même. Le 10 juin 2011, c'est cette pièce qu'elle choisit de présenter dans le cadre de l'American Dance Festival à Durham qui lui remet à cette occasion son plus prestigieux prix l'American Dance Festival Award, et l'un des plus importants en Amérique du nord, récompensant l'ensemble de sa carrière. Cette version, un peu différente, est dansée dans nouvelle distribution d'interprètes que sont Tale Dolven, Sandra Ortega Bejarano, Elisaveta Penkova, et Sue-Yeon Youn.
Trente ans après la création, la compagnie Rosas met en ligne sur son site internet un projet dans lequel la chorégraphe et la danseuse Samantha van Wissen décrivent les mouvements, la structure et la chorégraphie de la pièce, dans un esprit pédagogique et participatif. Les visiteurs du site étant encouragés à réaliser et filmer leur propre version.

## Structure

### Premier mouvement
Les quatre danseuses effectuent, en silence, côte à côte, pendant les 25 minutes du mouvement, un travail au sol répétitif, de roulades, montées sur les coudes, affaissements, roulades, mimant une période de sommeil difficile,. Cette partie qui débute sur le fond de la scène va progressivement s'avancer vers le public par translation progressive des danseuses une à une dans la diagonale de l'espace, pour se retrouver sur l'avant de la scène. Le premier mouvement s'effectue dans le silence complet et est parfois qualifié d'« abstrait ».

### Deuxième mouvement
Ce mouvement débute par la disposition sur scène de 11 chaises de bois par les danseuses. Cet arrangement se fait précisément dans la diagonale de la scène avec trois groupes de trois chaises et un dernier groupe de deux chaises. Les danseuses se chaussent, et prennent place seules sur leur rangée de chaises. Elles exécutent subitement alors que la musique s'amplifie des mouvements saccadés et répétitifs de la partie haute du corps, de manière synchrone puis décalée dans le style de Come out. Chacune effectuera une pause allongée sur sa rangée de chaises avant de reprendre l'harmonie synchrone ou diacrone d'exécution des trois autres. Le mouvement est fondé sur un vocabulaire de six figures, désignées par les lettres A à F. Ce mouvement dure environ 15 minutes.

### Troisième mouvement
Le troisième mouvement commence avec la redisposition des chaises dans le fond de la scène, alignées, et par l'exécution d'un mouvement à trois danseuses dans le style oscillatoire et minimaliste de Piano Phase, sans toutefois processus de phasing, l'enchainement étant toujours synchrone. La quatrième danseuse reste assise sur le fond de la scène et effectuera ponctuellement vers l'avant de la scène l'ébauche érotique d'un streap tease s'arrêtant seulement aux épaules. Chacune des trois autres danseuses, se dissociera successivement du groupe pour venir réaliser son mouvement unique vers l'avant de la scène, avec une pointe d'ironie différenciée dans l'exécution de son passage. Ce mouvement dure environ 30 minutes.

### Quatrième mouvement
Le dernier mouvement d'ensemble se déroule dans un espace géométrique virtuel carré, puis circulaire, dans lequel les quatre interprètes font réaliser deux à deux, puis quatre à quatre des motifs minimalistes typiques d'Anne Teresa De Keersmaeker et de son utilisation de l'espace scénique. Ce mouvement, dansé dans le silence, est très intense physiquement et dure environ 30 minutes.

## Accueil critique
Dès les premières représentations le spectacle reçoit un accueil critique positif notant la « force d'expansion » du langage chorégraphique de la jeune créatrice bien qu'une partie du public soit parfois réticente vis-à-vis de la longueur et l'aspect répétitif de la pièce ; ainsi lors de la présentation à Avignon l'année de sa création le spectacle est relativement mal reçu par le public qui quitte, nombreux, la salle. Lors de ses représentations à New York à la Brooklyn Academy of Music en 1986, Rosas danst Rosas reçut un excellent accueil critique et marqua le début de la reconnaissance de la chorégraphe aux États-Unis. Cette pièce est reprise de temps à autre depuis sa création avec le même succès critique international unanime sur plus de 25 ans,, notamment lors de sa reprise au Sadler's Wells Theatre de Londres en 2009, au Festival Montpellier Danse en 2010 ou en 2011 lors de l'American Dance Festival lors duquel le critique du New York Times déclare que la pièce même après 30 ans « n'a absolument rien perdu de sa puissance originale ».
Cette pièce aura une forte influence sur le futur chorégraphe français Jérôme Bel qui la découvre à Avignon, en même temps que Nelken de Pina Bausch.

## Fiche technique
- Chorégraphie : Anne Teresa De Keersmaeker
- Danseurs à la création : Adriana Borriello, Anne Teresa De Keersmaeker, Michèle Anne De Mey, Fumiyo Ikeda
- Musique originale : Habanera de Thierry De Mey et Peter Vermeersch (ensemble Maximalist![21])
- Scénographie : Anne Teresa De Keersmaeker (décors) et Remon Fromont (lumières)
- Costumes : Compagnie Rosas
- Production : Compagnie Rosas, le Kaaitheater de Bruxelles, et le Klapstuk.
- Première : 6 mai 1983 au Théâtre de la Balsamine de Bruxelles en Belgique
- Reprise : 1992
- Représentations : plus de 210[6]
- Durée : environ 100 minutes